# Rhagadolyra bistriata
Rhagadolyra bistriata är en tvåvingeart som beskrevs av Kertesz 1915. Rhagadolyra bistriata ingår i släktet Rhagadolyra och familjen lövflugor. Inga underarter finns listade i Catalogue of Life.